# Montgiscard
Montgiscard (en occità Montgiscard) és un municipi francès situat al departament de l'Alta Garona, a la regió Occitània.